# Linux Counter
Linux Counter, o Contador de Linux, fue un intento de cuantificar (mediante estadísticas) el número de las personas que utilizan el sistema operativo GNU/Linux, y el número de máquinas que usan estos usuarios. El Contador estuvo mantenido por una organización sin ánimo de lucro denominada Linux Counter Project. Esta organización se creó el 1 de mayo de 1999, y tomó el relevo del contador de Harald Tveit Alvestrand, que había estado manteniendo el proyecto desde 1993.
Harald Alvestrand fue jefe agente ejecutivo de la organización. El trabajo activo se llevaba a cabo por voluntarios. Los gestores de país mantenían los datos de sus áreas geográficas. La codificación y el mantenimiento se llevaba a cabo por equipos.

## Propósito del Contador de Linux
El Contador de Linux comenzó como proyecto "por diversión" para descubrir cuántos usuarios de GNU/Linux hay todo el mundo. La idea básica es que las personas se registren por sí mismas como usuarias de GNU/Linux. Naturalmente, de este modo no se consigue contar a todos los usuarios, ya que pueden no haberse registrado. La manera única de "saber" el número de usuarios en todo el mundo es hacer una suposición, preferentemente no excesiva, de su volumen. Para evitar suposiciones erróneas, sólo es posible usar la estadística. Por lo tanto, el propósito principal del Contador fue obtener estadísticas de todo tipo relacionadas con el uso del mismo. Se comenzó con estadísticas sobre el número de usuarios, y posteriormente se extendieron a estadística sobre las máquinas que utilizan, el software empleado y qué parte del mundo residen los usuarios.
Un segundo propósito del Contador de Linux fue facilitar el encuentro de unos usuarios con otros. El Contador de Linux informó sobre los usuarios registrados de cualquier lugar. Cuando los usuarios decidían que su información fuera hecha pública, es posible encontrar a otros usuarios cercanos.

## Atención en medios dada al Contador
En el momento en el que GNU/Linux se convirtió en centro de atención (alrededor de 1999),  había unos pocos artículos sobre el Contador de Linux, incluyendo tres artículos en Slashdot (el primero de ellos causó tanto interés que sobrecargó el contador). Linux Today informó de cómo Microsoft Austria utilizó el sitio para enviar publicidad no deseada a usuarios de GNU/Linux; el contador mantenía una lista de referencias de prensas, actualizada ocasionalmente.

## Contador de Linux nuevo
Desde 2011 el Contador de Linux original hubo sido reemplazado por una nueva versión, linuxcounter.net, reescrita por Alexander Löhner (anteriormente Mieland), la cual ha sido referenciada en Slashdot.

## Fin del Proyecto
El proyecto fue descontinuado en 2018 debido a la falta de interés en el mismo, pues había pocos o ningún registro reciente de máquinas nuevas.
El historial del mismo se encuentra en Internet Archive.